# Connaux
Connaux là một xã trong tỉnh Gard thuộc vùng Occitanie, phía nam nước Pháp. Xã Connaux nằm ở khu vực có độ cao trung bình 77 mét trên mực nước biển.